# بين غاري
بين غاري (بالإنجليزية: Ben Garry)‏ هو لاعب كرة قدم أمريكية أمريكي، ولد في 11 فبراير 1956 في هازلهورست في الولايات المتحدة، وتوفي في 24 يونيو 2006 في موبيل في الولايات المتحدة.

## وصلات خارجية
- بين غاري على موقع مرجع كرة القدم المحترفة.كوم (الإنجليزية)
- بين غاري على موقع JustSportsStats.com (الإنجليزية)